# GPAA1
GPAA1‏ (Glycosylphosphatidylinositol anchor attachment 1) هوَ بروتين يُشَفر بواسطة جين GPAA1 في الإنسان.